# Diplocanthopoda marina
Diplocanthopoda marina is een spinnensoort in de taxonomische indeling van de springspinnen (Salticidae).
Het dier behoort tot het geslacht Diplocanthopoda. De wetenschappelijke naam van de soort werd voor het eerst geldig gepubliceerd in 1925 door Abraham.